# Diorthus cinereus
Diorthus cinereus là một loài bọ cánh cứng trong họ Cerambycidae.